# Grimmia ovalis
Grimmia ovalis là một loài Rêu trong họ Grimmiaceae. Loài này được (Hedw.) Lindb. mô tả khoa học đầu tiên năm 1871.

## Hình ảnh

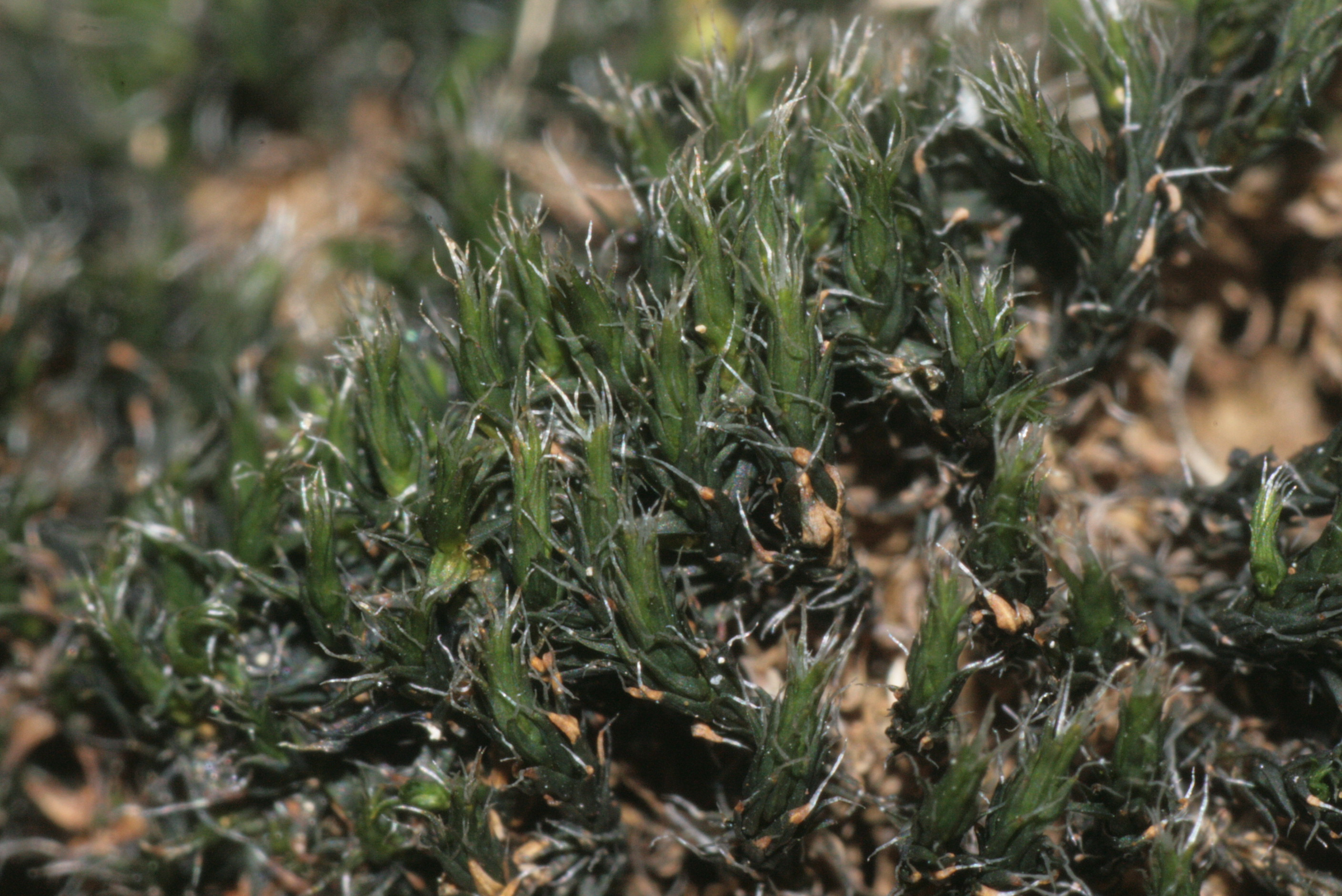
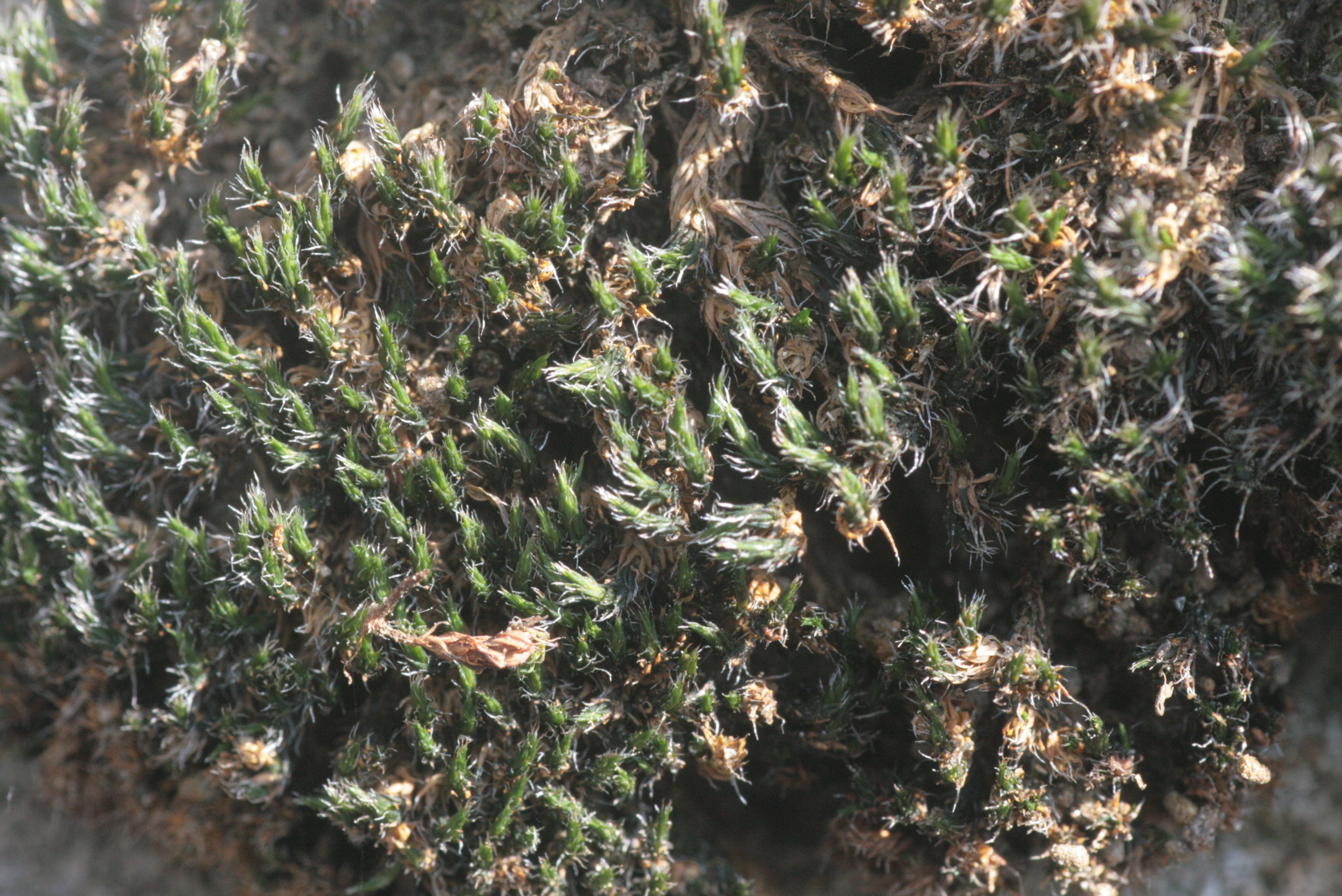
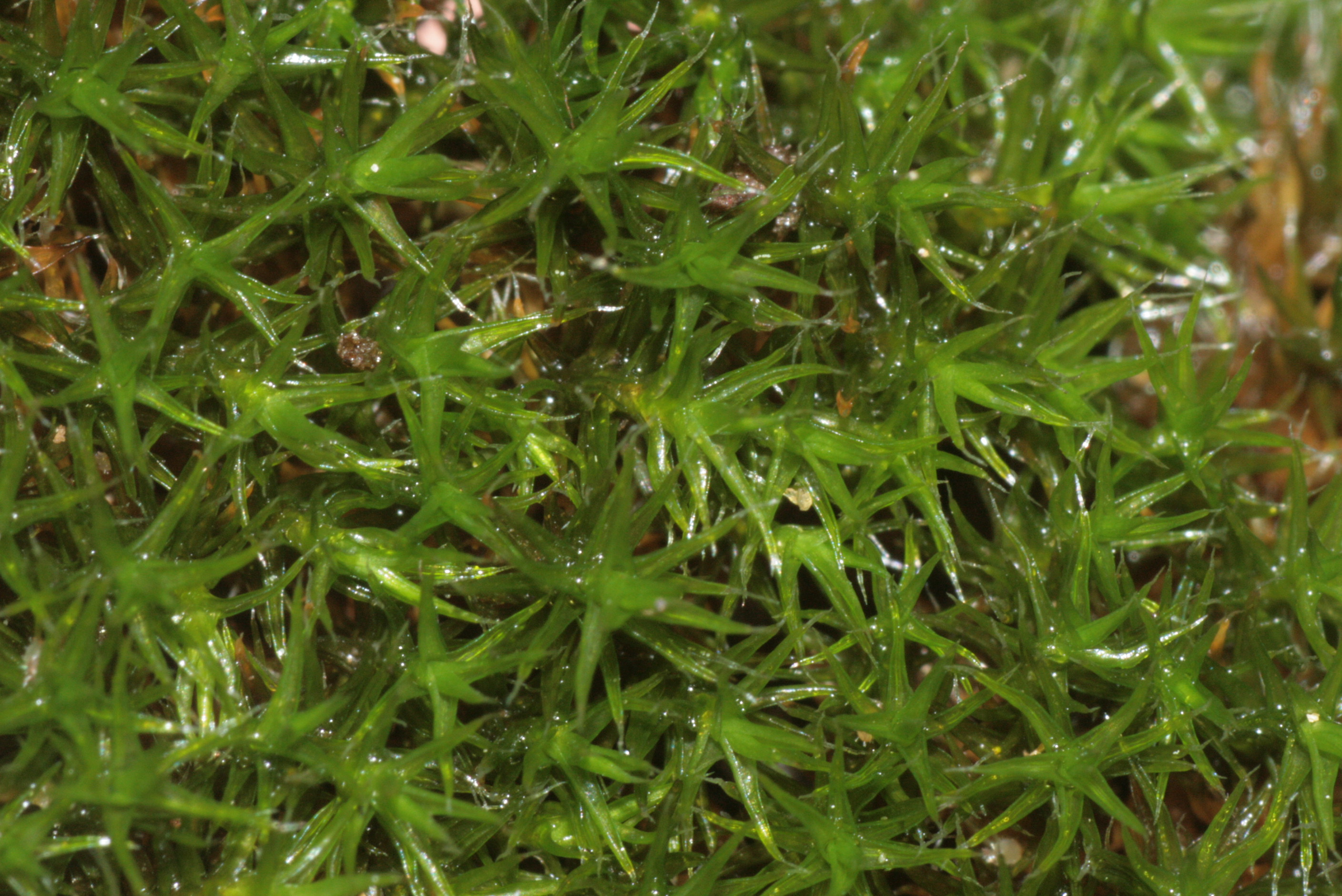
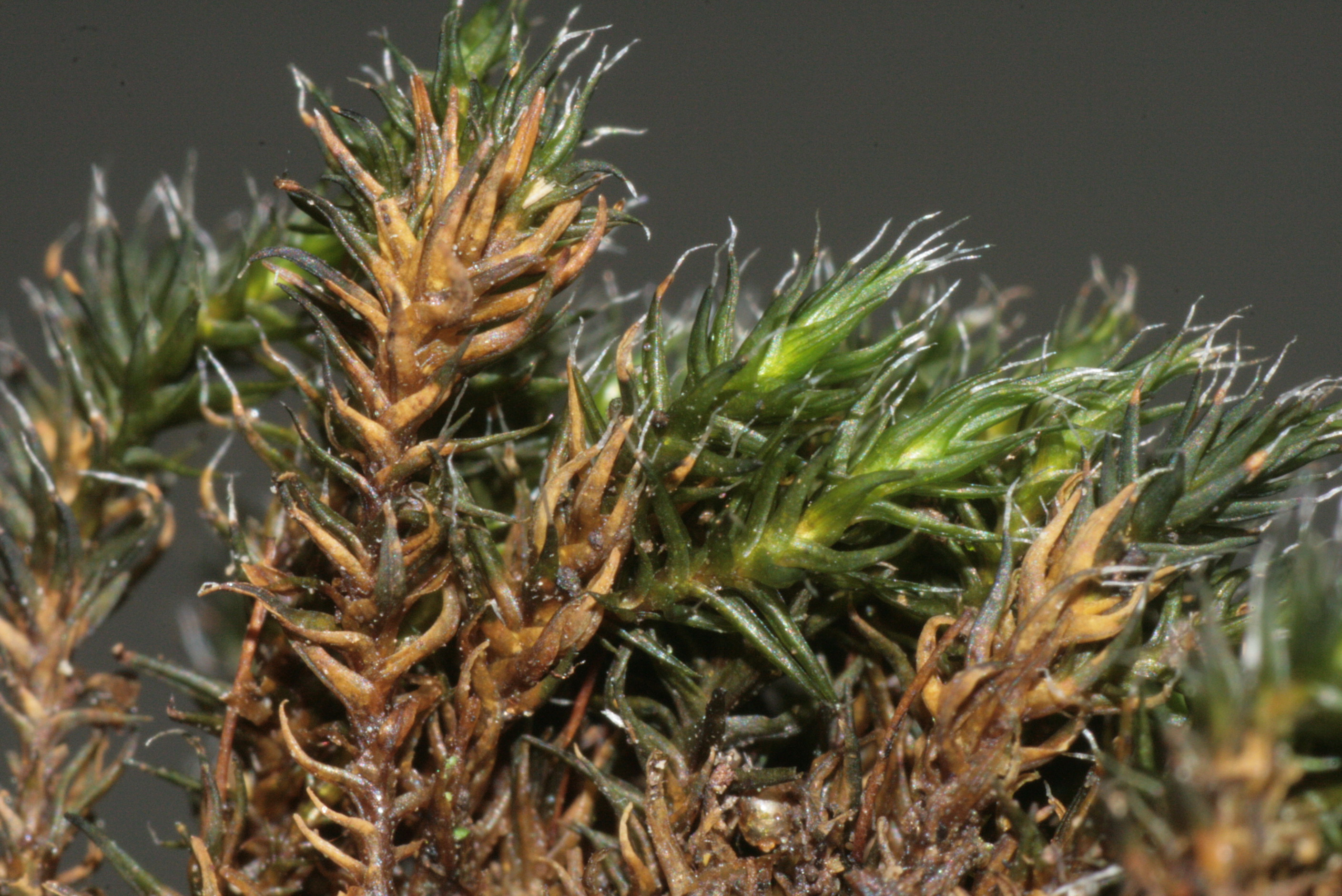